# Midway (Texas)
Midway è un centro abitato degli Stati Uniti d'America situato nella contea di Madison dello Stato del Texas.
La popolazione era di 228 persone al censimento del 2010.

## Geografia fisica
Midway è situata a 31°01′23″N 95°45′04″W (31.023176, -95.751081). Secondo lo United States Census Bureau, ha un'area totale di 1,6 miglia quadrate (4,1 km²).

## Società

### Evoluzione demografica
Secondo il censimento del 2000, c'erano 288 persone, 120 nuclei familiari e 86 famiglie residenti nella città. La densità di popolazione era di 179,6 persone per miglio quadrato (69,5/km²). C'erano 151 unità abitative a una densità media di 94,2 per miglio quadrato (36,4/km²). La composizione etnica della città era formata dall'80,90% di bianchi, il 15,97% di afroamericani, lo 0,35% di nativi americani, l'1,39% di altre razze, e l'1,39% di due o più etnie. Ispanici o latinos di qualunque razza erano il 5,21% della popolazione.
C'erano 120 nuclei familiari di cui il 29,2% aveva figli di età inferiore ai 18 anni, il 52,5% aveva coppie sposate conviventi, il 13,3% aveva un capofamiglia femmina senza marito, e il 28,3% erano non-famiglie. Il 25,0% di tutti i nuclei familiari erano individuali e il 14,2% aveva componenti con un'età di 65 anni o più che vivevano da soli. Il numero di componenti medio di un nucleo familiare era di 2,40 e quello di una famiglia era di 2,83.
La popolazione era composta dal 24,0% di persone sotto i 18 anni, il 10,8% di persone dai 18 ai 24 anni, il 23,6% di persone dai 25 ai 44 anni, il 22,2% di persone dai 45 ai 64 anni, e il 19,4% di persone di 65 anni o più. L'età media era di 39 anni. Per ogni 100 femmine c'erano 78,9 maschi. Per ogni 100 femmine dai 18 anni in giù, c'erano 79,5 maschi.
Il reddito medio di un nucleo familiare era di 36.875 dollari e quello di una famiglia era di 39.167 dollari. I maschi avevano un reddito medio di 24.145 dollari contro i 24.375 dollari delle femmine. Il reddito pro capite era di 17.824 dollari. Circa il 6,8% delle famiglie e l'8,5% della popolazione erano sotto la soglia di povertà, incluso il 3,7% di persone sotto i 18 anni di età e il 28,9% di persone di 65 anni o più.